# 나코후나카타역
나코후나카타역(일본어: 那古船形駅, なこふなかたえき)은 일본 지바현 다테야마시에 있는 동일본 여객철도의 철도역이다.

## 역 구조
섬식 1면 2선 구조의 지상역이다. 다테야마역이 관리하는 간이 위탁역으로, 간이 개찰기에서 스이카의 사용이 가능하다. 역무원이 없는 시간이 있어서, 이 시간대에는 승차역 증명서 발행기에서 증명서를 뽑아 목적지가 있는 역에서 정산하면 된다.

### 승강장
| 1 | ■ 우치보 선 | 기미쓰 · 기사라즈 · 고이 · 소가 · 지바 방면 |
| 2 | ■ 우치보 선 | 다테야마 · 지쿠라 · 아와카모가와 방면       |

## 역세권 정보
행정구역이 다테야마시로 바뀌기 전에는 나고 정의 중심역이었다. 나고 정과 나코후나카타 역에서 쓰는 한자는 같다. 읽기가 다를 뿐이다.
- 나고지
- 다이후쿠지
- 나고 해수욕장
- 국도 제127호선

## 역사
- 1918년 8월 10일 - 일본국유철도의 역으로 개업하였다.
- 1987년 4월 1일 - 민영화에 따라 동일본 여객철도의 소속이 되었다.
- 2009년 3월 14일 - 스이카의 사용이 가능해졌다.

## 인접역
| 동일본 여객철도 우치보 선 | 동일본 여객철도 우치보 선 | 동일본 여객철도 우치보 선  |
| ------------------------- | ------------------------- | -------------------------- |
| 도미우라 소가 방면        | ■ 우치보 선               | 다테야마 아와카모가와 방면 |